# Glomera brevipetala
Glomera brevipetala är en orkidéart som beskrevs av Johannes Jacobus Smith. Glomera brevipetala ingår i släktet Glomera och familjen orkidéer. Inga underarter finns listade i Catalogue of Life.